# Vridsløsemagle
Vridsløsemagle – miasto w Danii, w regionie Stołecznym, w gminie Høje-Taastrup.